# III Congresso da Oposição Democrática
O III Congresso da Oposição Democrática foi um congresso organizado pela oposição democrática ao regime do Estado Novo, realizado em Aveiro entre 4 e 8 de abril de 1973. O congresso foi um momento de viragem na política portuguesa e na estratégia da oposição, unindo as várias correntes ideológicas, políticas e democráticas. O congresso veio permitir que nas eleições legislativas de 1973 toda a oposição concorresse sob uma única lista eleitoral. No congresso colaboraram vários capitães do exército que viriam a participar na Revolução de 25 de Abril no ano seguinte. O congresso teve lugar no Cine-Teatro Avenida. Em paralelo, ocorreu uma manifestação pacífica em direção ao túmulo do escritor Mário Sacramento, na qual a polícia de choque carregou sobre os manifestantes fazendo vários feridos.